# Ève Demaillot
Pour les articles homonymes, voir Ève (homonymie).
Antoine-François Ève, également connu sous le nom d'Ève Demaillot, né à Dole le 21 mai 1747 et décédé à l'hôpital Dubois de Paris le 18 juillet 1814, est un comédien, littérateur, journaliste et révolutionnaire français.
Engagé dans l'armée royale à dix-huit ans, il déserte au bout de quelques années et s'enfuit à Amsterdam, où il exerce pendant sept ans le métier de comédien. De retour en France, il est un temps le précepteur de Saint-Just et fait jouer des comédies et des opéras-comiques. En 1789, il se tourne également vers le journalisme et s'engage dans le mouvement révolutionnaire.
Agent du Comité de salut public en 1794, il est un temps emprisonné pendant la réaction thermidorienne. Se consacrant au journalisme et au théâtre après sa libération, il met en scène dans plusieurs de ses pièces le personnage de Madame Angot.
Hostile au régime instauré par Bonaparte après le coup d'État du 18 brumaire, il participe à la première tentative de coup d'État du général Malet en 1808 et passe plusieurs années en prison sous le Consulat et l'Empire.

## Biographie

### Un homme de théâtre
Fils de Jean-Claude Ève, avocat au Parlement, et d'Étiennette Thiébaud, il étudie le droit à Besançon. Toutefois, à sa sortie de pension, alors qu'il n'a pas encore atteint sa dix-huitième année, il s'engage comme soldat au régiment de Guyenne, où il acquiert bientôt le grade de sergent. En garnison à Sarrelouis, il déserte et rejoint Amsterdam où, pendant sept ans, il exerce le métier de comédien au théâtre français de la ville sous le nom de Desmaillot ou Démaillot (qu'il raccourcit plus tard en Maillot). De retour en France, il est précepteur de Saint-Just, auteur de comédies et d'opéras-comiques. Sa première œuvre est Figaro directeur de marionnettes, comédie en un acte et en prose, mêlée de vaudevilles. Puis, vers 1785, il fait jouer l'opéra Tancrède qui lui vaut une gratification royale.
Au début de la Révolution, il devient journaliste et adhère au club des Jacobins.
En février 1794, un membre du comité révolutionnaire de l'Arsenal du nom de Barrucaud dénonce Le Congrès des rois, son opéra donné au Théâtre de l'Opéra-Comique national, rue Favart le 26 février 1794, au conseil général de la Commune de Paris. Malgré un rapport favorable de l'administration de police, le conseil général prend le 14 mars un arrêté pour l'interdire,.

### Un agent du Comité de salut public
Inscrit dans les cahiers du bureau de police général comme agent du Comité de salut public à la date du 21 floréal an II (10 mai 1794), il est nommé commissaire à Orléans le 5 floréal (24 avril 1794). Dans une brochure publiée au début de la Restauration, il affirme y avoir été envoyé par Robespierre afin d'élargir les suspects arrêtés sur l'ordre de Léonard Bourdon, qui furent presque tous délivrés, et parmi eux « l'abbé Le Duc, fils naturel de Louis XV, prêt à aller à l'échafaud, [qui] dut la vie à Robespierre », et Étienne Aignan procureur général-syndic du département. Il demeure dans la ville du 13 floréal (2 mai) à la fin de prairial — son mandat est même étendu le 28 floréal (17 mai 1794) à la Seine-et-Marne, au Loiret, à l'Yonne et au Loir-et-Cher, — avant de rentrer à Paris pour rendre compte de sa mission à Robespierre. Le 7 messidor, ce dernier le charge d'une nouvelle tournée à Orléans, Beaugency, Blois, Pithiviers, Montargis et Auxerre. De retour à Paris le 20 messidor (8 juillet), il se prépare à « accompagner Carnot dans une expédition en Hollande ». Toutefois, cette mission est annulée. François Paul Legendre dit Legendre de la Nièvre lui propose alors une mission dans son département, Barras et Fréron dans le Var et les Bouches-du-Rhône. Sur décision de Saint-Just, il est finalement nommé à Port-la-Montagne, le 27 messidor (15 juillet) « pour observer les ennemis de l'intérieur » auprès du représentant en mission Jeanbon Saint-André. Après s'être « muni près des représentants du peuple Paul Barras et Fréron de tous les renseignements essentiels à [sa] mission », il part le soir du 29 messidor (17 juillet).

Après le 9-Thermidor, Tallien l'ayant dénoncé devant la Convention nationale comme ayant voulu le perdre, un autre arrêté du Comité, signé par Collot d'Herbois, Treilhard et Laloy, le 16 thermidor (3 août 1794), ordonne son « arrestation partout où il se trouvera. Le représentant du peuple Jeanbon Saint-André sera chargé de l'exécution du présent arrêté ». À la nouvelle du 9-Thermidor, ce dernier renvoie ce collaborateur devenu gênant et écrit, le 20 thermidor (7 août), au Comité pour se plaindre « de l'espionnage bas et vil qui environnait le représentant du peuple dans les départements ». Il explique : 

« Un soi-disant agent du Comité est arrivé à Port-la-Montagne peu de jours après moi. La première signature de ses pouvoirs est celle de Saint-Just, et j'ai eu d'autant moins de peine à savoir ce que cela voulait dire que cet homme, jusqu'au moment de la conspiration, n'a pas tari, auprès de moi, sur les éloges de ce contre-révolutionnaire. Dans le doute si cet agent est honnête homme ou fripon, j'ai pris le parti de vous le renvoyer. S'il vous faut un agent dans ce pays-ci, qu'il me soit donné de votre main ; je le recevrai avec plaisir. Mais je n'en veux point que je puisse soupçonner m'avoir été donné par des ennemis de la patrie qui ont expié leur crime sur l'échafaud. »

 Alors qu'il est sur le chemin du retour, à Lyon, Ève est arrêté par le lieutenant Montaigu. Conduit à Paris par Montaigu et un gendarme, il est interné aux Carmes le 27 thermidor (14 août), puis transféré au Luxembourg le 4 frimaire an III (24 novembre 1794),. En prison, il rédige un mémoire justificatif sur son action intitulé : « Ma conduite », dans lequel il se défend d'être un agent de Robespierre.

### Le créateur de Madame Angot
Entre le 1er frimaire (22 novembre 1795) et le 30 germinal an IV (19 avril 1796) paraît L'Orateur plébéien ou le Défenseur de la République, qu'il a fondé avec Jean-Jacques Leuliette et Jullien de Paris. Ce journal, qui sort tous les cinq jours et compte 94 numéros,,,, est d'inspiration démocrate et modérée. Soucieux de répondre à la presse royaliste, alors très puissante, le Directoire exécutif prend 3 000 abonnements de cette feuille, moyen pour lui de l'entretenir de manière officieuse. Du 4 au 16 messidor an V (22 juin-4 juillet 1797), il publie treize numéros d'un quotidien in-8° intitulé : Les Soupers de Madame Angot ou le Contradicteur.
Le 11 pluviôse an IV (31 janvier 1796), le Directoire exécutif le nomme par arrêté signé Letourneur, Carnot et La Révellière-Lépeaux, sur proposition du ministre de la Police générale, Merlin de Douai, agent du gouvernement dans les départements du Jura, du Doubs, de la Haute-Saône et de l'Ain, afin de surveiller le service des douanes et d'assister les autorités dans l'exécution des lois sur la réquisition. Le 14 nivôse an V (3 janvier 1797), au terme de sa mission, un autre arrêté signé La Révellière-Lépeaux, Reubell et Barras lui alloue mille francs pour solde de tous frais et traitements.
Le 12 vendémiaire an IV (30 octobre 1796), il fait partie, avec Jean-Baptiste Isabey, François Gérard, Jean-Baptiste Regnault ou Carle Vernet, des trente-sept artistes signataires d'une pétition adressée au Directoire pour soutenir la politique des saisies d'œuvres d'art en Italie.
À la suite de la lecture de l'Essai sur les moyens de faire participer l'universalité des spectateurs à tout ce qui se pratique dans les fêtes nationales de La Révellière-Lépeaux, il envoie au Directoire, le 29 frimaire an VI (19 décembre 1797), une Méthode aussi simple que facile à mettre en pratique pour faire participer le peuple aux fêtes nationales à célébrer au Champ de Mars inspirée de la tactique de Frédéric II.
En 1797, il donne au Théâtre d'Émulation Madame Angot, ou la Poissarde parvenue, qui est créée le 25 nivôse an V (14 janvier 1797). Cette pièce lui est payée cinq cents francs, alors qu'elle rapporte cinq cent mille francs au théâtre,. Devant l'engouement du public, il poursuit dans la même veine avec Le Mariage de Nanon, ou la Suite de Mme Angot la même année, Le Repentir de Madame Angot, ou Le mariage de Nicolas en 1799 et Les Dernières folies de Madame Angot en 1803. Des imitateurs reprennent également le personnage à leur compte, en dépit de ses protestations.

### Un opposant à Bonaparte
Devant son hostilité au coup d'État du 18 brumaire, le nouveau gouvernement lui ordonne de sortir de Paris en vendémiaire an IX (septembre-octobre 1800) et de se rendre à Orléans. Il refuse d'obéir et se cache. Objet d'une surveillance spéciale de la police, il est mis en prison trois jours, après l'attentat de la rue Saint-Nicaise, avant d'être relâché. En janvier 1803, la police le remarque, s'agitant dans les cafés : « signalé plusieurs fois comme un indiscret bavard et une tête chaude ». En l'an XII, soupçonné d'être l'auteur d'une pétition au Tribunat, il est détenu à Sainte-Pélagie, avant d'être mis en liberté et envoyé à quarante lieues de Paris. Le 25 vendémiaire an XIII (17 octobre 1804), on le retrouve à Sainte-Pélagie, où il est enfermé plusieurs années sous prétexte de liaisons suspectes ou de propos indiscrets, avant d'être libéré sur l'intervention d'Aignan. Dans cette prison, il est incarcéré notamment avec Antoine Joseph Barruel-Beauvert, Nicolas de Bonneville et Bette d'Etienville, et il sympathise avec Charles Nodier, interné trente-six jours entre décembre 1803 et janvier 1804 pour avoir écrit La Napoléone,. Mis en liberté, il est arrêté à nouveau, peu après, et mis à la Force « pour quinze jours » par décision du 10 octobre 1806, sous le prétexte qu'il terrorisait ses voisins par ses propos, mais en fait parce qu'il persistait dans son refus de s'établir à Dole.
Il est affilié à une société de républicains qui a formé un comité d'action, rue Bourg-l'Abbé, à Paris, quand, le 8 juin 1808, il est de nouveau arrêté, avec le général Guillaume, pour avoir conspiré aux côtés du général Malet ; il passe onze mois au secret à la Grande Force, dans un local de douze pieds sur sept, dont la fenêtre a été obstruée par un abat-jour, sans plume, ni encre, ni papier, et demeure six ans enfermé dans les geôles parisiennes. Au printemps 1809, lui et ses compagnons obtiennent une heure de promenade par jour séparément. En 1810, il est décidé de le transférer au fort de Ham. Toutefois, devant l'état de santé du prisonnier, atteint de rhumatismes et à demi-aveugle, Savary se laisse fléchir et, le 9 août, donne l'ordre de le laisser à la Force avec les quarante sols alloués par le régime aux prisonniers d'État pour leur permettre de subvenir à leurs besoins. À la Grande Force, Ève rédige un mémoire d'une trentaine de pages daté du 15 novembre 1809 et intitulé : Observations sur les prisons adressées à Sa Majesté l'Empereur et Roi et aux grands fonctionnaires de l'Empire, dans lequel il dénonce les abus de l'administration dans l'univers carcéral. Le conseiller d'État Corvetto, qui le visite en 1811, le qualifie de « démagogue incorrigible mais peu dangereux ». Au printemps 1812, un codétenu, Ménegoud, l'ayant accusé d'avoir écrit dans son cachot une « Ode au crime », le baron Pasquier, préfet de police, en réfère le 27 mars au conseiller d'État Réal, qui se montre dubitatif et demande, quatre jours plus tard, un interrogatoire qui a lieu le 14 avril et le blanchit. Sorti de prison en 1814, il meurt à l'hôpital Dubois de Paris le 18 juillet, à l'âge de 67 ans.
Dans son Tableau historique des prisons d'État en France sous le règne de Buonaparte (1814), il revient sur son action dans le Loiret en 1794. Au contraire du mémoire adressé au Comité de salut public pendant son emprisonnement aux Carmes, dans lequel il se défendait d'avoir été l'agent du « tyran », il affirme que c'est sur l'ordre de Robespierre qu'il était parti à Orléans. Cet ouvrage reçoit un accueil public très favorable.

## Œuvres
- Figaro, directeur des marionnettes, comédie en 1 acte et en prose, mêlée de vaudevilles et d'ariettes, par M. E. D. (Palais-Royal, 31 décembre 1784), Paris, Hardouin, 1785, 36 pages.
- Le Vieux soldat et sa pupille, opéra-comique en un acte et en vers (libres), mêlé d'ariettes, représenté pour la première fois au Palais-Royal le 6 juin 1785, Paris, Brunet, 1785, 28 pages.
- Célestine, opéra-comique en trois actes, joué au Théâtre Italien, 1787.
- La Fille garçon, opéra en deux actes, créée le 18 août 1787 au Théâtre Italien sur une musique du chevalier de Saint-George, 1787.
- «Argumentum adhominem» à l'auteur du : «Domine, salvum fac regem» (signé Demaillot), Paris, Imprimerie de Giroüard, vers 1789, 12 pages contre l'œuvre de Jean-Gabriel Peltier.
- Les Subsistances du peuple ajournées (signé : Ève Démaillot), Paris, Imprimerie de l'Ami de la Constitution, 8 pages.
- Le Congrès des rois, comédie en trois actes et en prose mêlée d’ariettes, créée le 8 ventôse an II à l'Opéra-Comique (salle Favart), sur une musique à laquelle ont collaboré douze compositeurs : Henri Montan Berton, Frédéric Blasius, Luigi Cherubini, Nicolas Dalayrac, Prosper-Didier Deshayes, François Devienne, André Grétry, Hyacinthe Jadin, Rodolphe Kreutzer, Étienne-Nicolas Méhul, Jean-Pierre Solié et Trial fils.
- L'Orateur plébéien ou le Défenseur de la République, par une société d'écrivains patriotes (21 burmaire-30 germinal an IV), Paris, Marchand, 94 numéros, in-8°
- Madame Angot, ou la Poissarde parvenue, opéra-comique en deux actes joué sur le Théâtre d'Émulation, Paris, chez Barba, 1797, 40 pages (rééd. au magasin de pièces de théâtres, 1800, 27 pages, et Barba, An X, 42 pages).
- Le Mariage de Nanon, ou la Suite de Mme Angot, comédie en prose et en un acte, représentée sur le théâtre d'Émulation, Paris, chez les marchands de nouveautés, 1797, 34 pages (rééd. 1798, 28 pages).
- La Chaumière, comédie en un acte, 1797.
- Les Soupers de Madame Angot ou le Contradicteur, par le citoyen Maillot, Imprimerie de Madame Angot, Paris, no 1-13, 1797.
- Le Repentir de Madame Angot, ou Le mariage de Nicolas, comédie-folie en 2 actes, mêlée de chants, jouée au Théâtre de la Gaîté, Paris, Marchand, 1801, 47 pages.
- Les Dernières folies de Madame angot, 1803.
- Les Méprises par les noms, 1805.
- Arlequin de retour, ou l'heureux Dénoûment, 1805.
- Tableau historique des prisons d'État en France sous le règne de Buonaparte, par M. Ève, dit Démaillot, vieillard infirme et prisonnier d'État pendant dix ans, Paris, Delaunay, 1814, IV-123 pages et musique.
- A.-F. Ève-Démaillot à ses concitoyens, 32 pages.

## Pseudonymes
Antoine-François Ève s'est fait connaître sous divers pseudonymes : Antoine-François Ève-Démaillot, Démaillot, Ève Démaillot, Desmaillot, Maillot, Des Maillots...

## Sources
- Henry Lyonnet, Dictionnaire des comédiens français, ceux d'hier, vol. 1, Librairie théâtrale, 1904 (lire en ligne), p. 499.
- « Desmaillot (Antoine-François Ève) », Biographie universelle, ancienne et moderne ou histoire, par ordre alphabétique, de la vie publique et privée de tous les hommes qui se sont fait remarquer par leurs écrits, leurs actions, leurs talents, leurs vertus ou leurs crimes, Louis-Gabriel Michaud, vol. 62,‎ 1837, p. 392-394 (lire en ligne).
- « Ève (Ant.-Franç.), dit Démaillot », dans Joseph-Marie Quérard, La France littéraire ou Dictionnaire bibliographique des savants, historiens et gens de lettres de la France, ainsi que des littérateurs étrangers qui ont écrit en français, plus particulièrement pendant les XVIIIe et XIXesiècles, t. 3, Paris, Firmin Didot père et fils, puis Firmin Didot frères, 1827-1839 (lire en ligne), p. 47.